# Бредоподобная идея
Бредоподо́бные иде́и или бредоподо́бные фанта́зии — идеи, отличающиеся от бредовых идей меньшей стойкостью и меньшей абсурдностью. По содержанию могут быть идеями величия, преследования, отношения, обвинения или самообвинения, реформаторства и тому подобными (аналогично бредовым), но изменяются по содержанию в зависимости от внешних обстоятельств.

## Отличия от бреда
Бредоподобные идеи отличаются от истинного бреда тем, что у больного отсутствует устойчивая убеждённость в них, они временно корригируемы. Бредоподобная идея возникает на патологически изменённом эмоциональном фоне (например, гипотимии или дисфории), образуясь на каком-либо действительном факте или событии прошлого, обычно — незначительном. Подобные идеи у лиц с психическими расстройствами часто сопровождаются театральностью поведения. Стоит отличать бредоподобные идеи от сверхценных идей, ошибок суждения, возникающих и без патологически изменённого настроения, к которым также отсутствует критическое отношение, но которые аналогично корригируемы.

## Психические расстройства
Бредоподобные идеи встречаются при реактивных психозах и шизофрении (особенно при шизофрении в детском возрасте). Согласно МКБ-10, бредоподобные идеи — характерный симптом шизотипического расстройства, и встречается при эпизодических транзиторных квазипсихотических эпизодах у людей с этим расстройством.